# بوستان ساعی
بوستان ساعی  یکی از بوستان‌های عمومی تهران است که با مساحتی در حدود ۱۲ هکتار در خیابان ولیعصر و در منطقه ۶ شهرداری تهران واقع شده‌است. محل این بوستان در سال ۱۳۲۴ توسط مهندس کریم ساعی درخت‌کاری شد و در اختیار وزارت جهاد کشاورزی وقت قرار گرفت. سرانجام ایده طراحی اصلی بوستان در دهه ۴۰ شکل گرفت و این بوستان در سال ۱۳۴۲ با طراحی حسین محجوبی ساخته شد. تکمیل مراحل طراحی و ساخت بوستان بین سال‌های ۱۳۴۲ تا ۱۳۵۲ ادامه یافت.

## تاریخچه
در سال ۱۳۲۹ و به تلاش مهندس کریم ساعی، بوستان ساعی به شکل جنگلی بنیان گذاشته شد. پیش‌تر در سال ۱۳۲۴ زمین این بوستان درخت‌کاری شده و در اختیار وزارت کشاورزی وقت قرار گرفته بود. پس از درگذشت مهندس ساعی به علت سانحه هوایی، این پارک همچنان به شکل گذشته و وابسته به وزارت کشاورزی باقی ماند. پس از توسعه شهر تهران در سال ۱۳۳۴ این پارک به شهرداری تهران واگذار شد و پس از آن سازمان پارک‌ها با تجهیز این پارک آن را عمومی‌کرد.

## مشخصات
وسعت بوستان ساعی ۱۲۰٬۰۸۲ متر مربع و دارای شش ورودی است. در پی توسعه و تجهیز بوستان، بناهایی مانند جوی، برکه، آبشار و زمین بازی درست شده‌اند و قسمتی از پارک نیز به باغ ژاپنی معروف است، که پرندگان آبزی هم در آن قسمت نگه‌داری می‌شوند. در قسمت حیات‌وحش پارک، حیوانات دیگری نیز نگه‌داری می‌شوند که از جملهٔ آن‌ها می‌توان به خرگوش، قوچ، غاز، قو، مرغابی، سنجاب، طوطی وحشی و طاووس اشاره نمود. پوشش گیاهی پارک نیز بسیار متنوع می‌باشد و از میان آن‌ها می‌توان به چنار، کاج تهران، سرو شیرازی، سرو نقره‌ای، سرو بادبزنی، سرو تبری، برگ‌بو، افرا، نارون، سدروس، ماگنولیا، یاس وحشی، ژنیگو، زالزالک، گردو و سیب اشاره کرد.
در طراحی این پارک تلاش شده که بیشتر حرکت‌های موجود، اسلیمی باشند تا یک نوع اختلاف سطح به وجود بیاید و از پله تا حد ممکن استفاده نشود. سنگ‌های مورد استفاده در ساخت پله‌های این پارک از جاجرود تأمین شده‌است.

## رفتن به پارک ساعی با مترو
مترو پارک ساعی کجاست؟ برای رسیدن پارک ساعی تهران می‌توانید از وسایل نقلیه عمومی مختلف استفاده کنید و زمان کمتری را در ترافیک سنگین تهران داشته باشید. اما اگر قصد دارید از مترو استفاده کنید باید در نزدیکترین مترو به پارک ساعی یعنی ایستگاه متروی میرزای شیرازی پیاده شوید سپس از خیابان‌های بهشتی و سید حسن نصرالله به پارک ساعی بروید. توصیه می‌شود برای رفتن به پارک ساعی از اتوبوس‌های بی.آر. تی استفاده کنید که گزینه راحت برای دسترسی به این پارک است. دو خط این اتوبوس راه‌آهن- پارک وی و راه‌آهن- تجریش در نزدیکی پارک نیز ایستگاه دارند. شما می‌توانید با این اتوبوس‌ها به پارک ساعی بروید و در ایستگاه آبشار یا پله سوم که مقابل پارک قرار دارد، پیاده شوید و به آسانی خود را به این پارک بزرگ دیدنی برسانید.

## نگارخانه

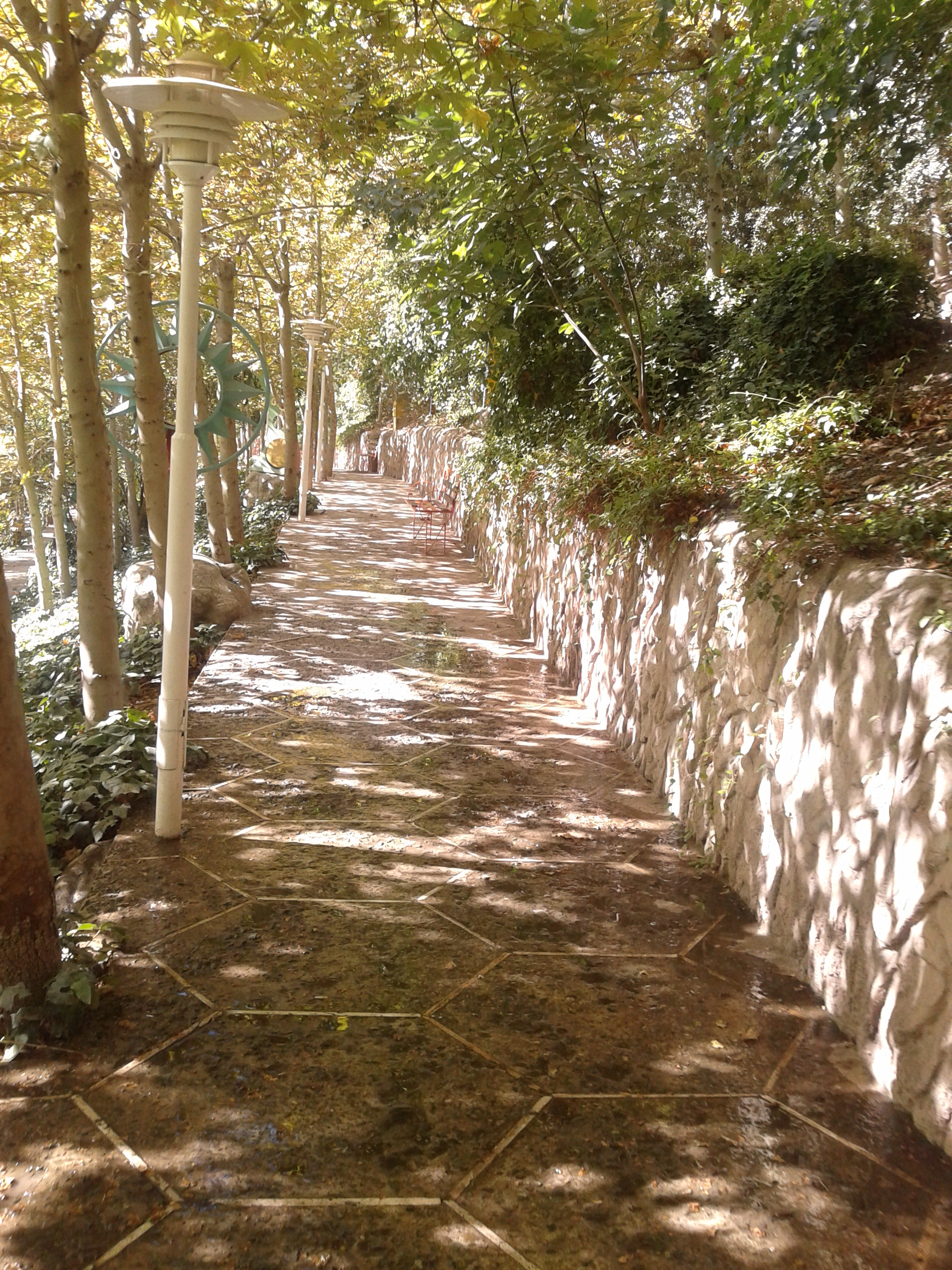
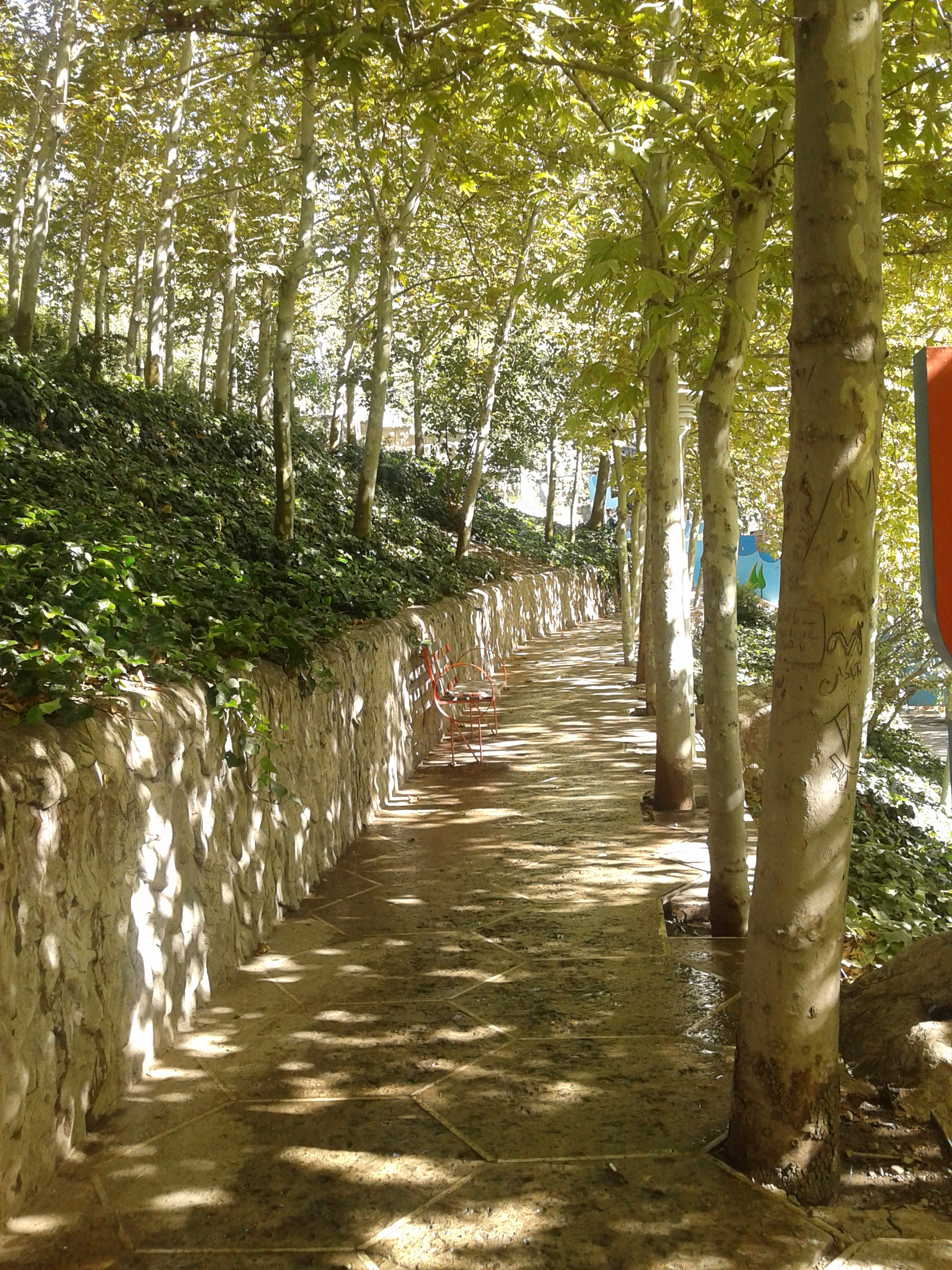
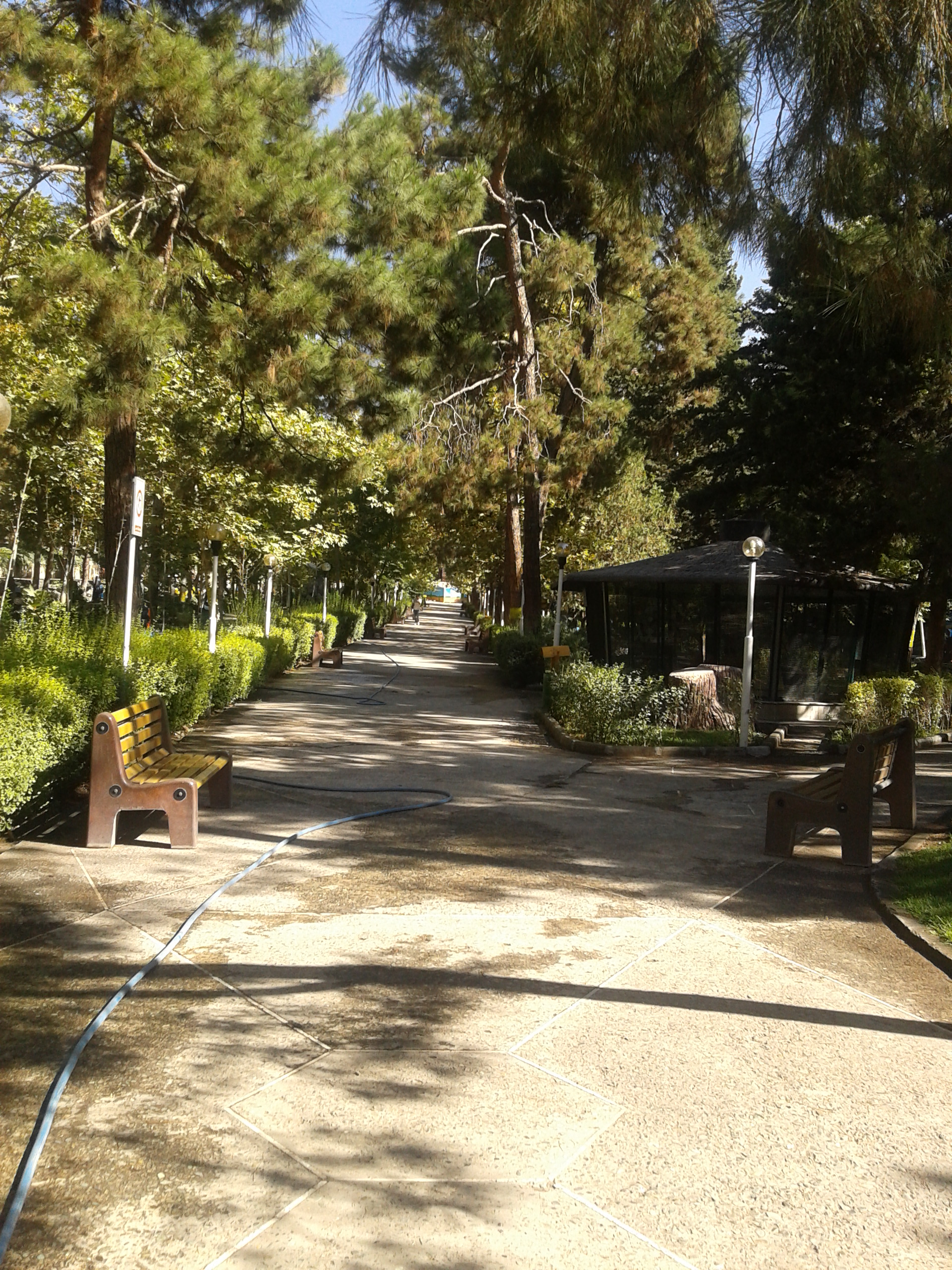
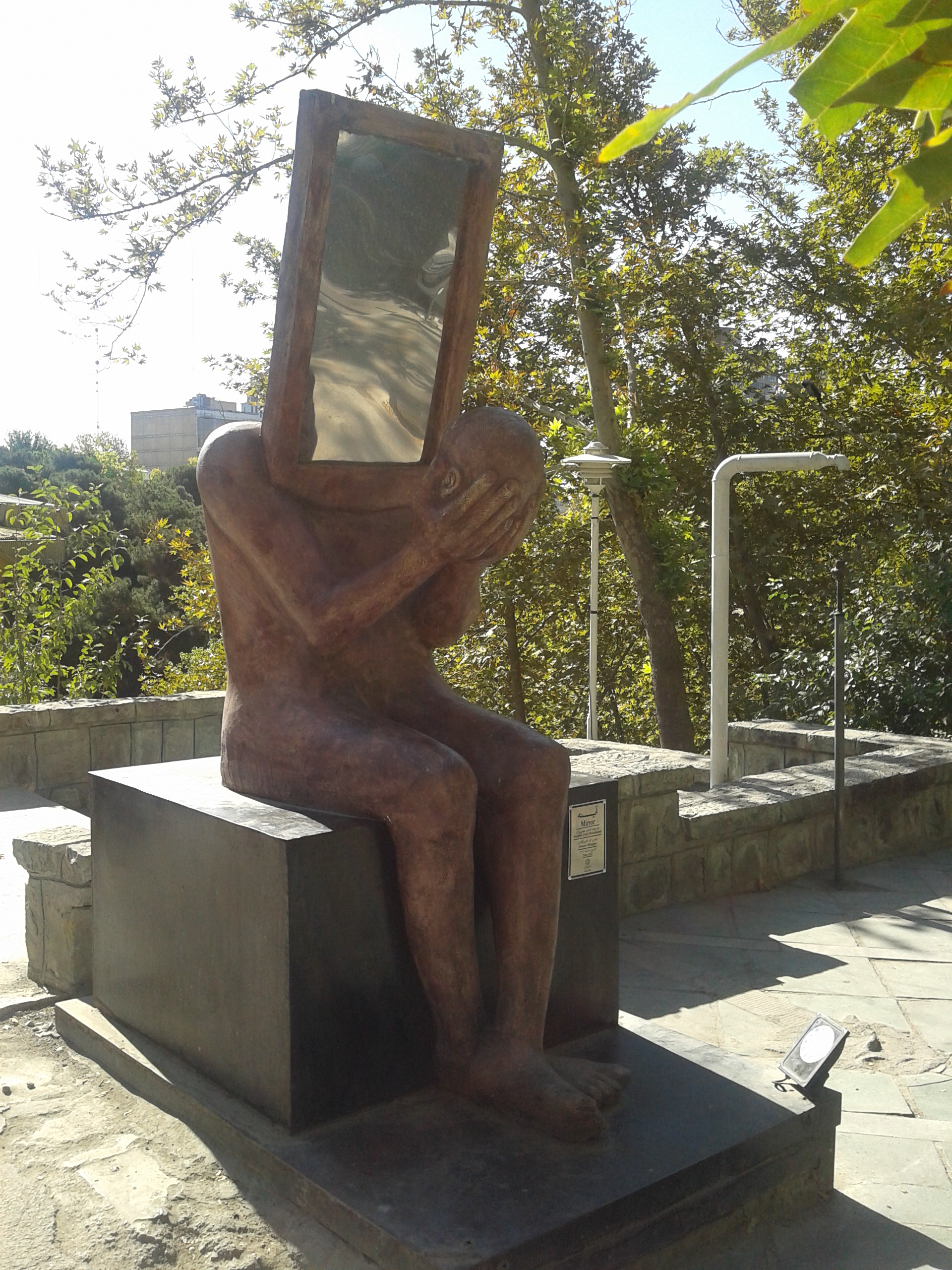
مجسمه آینه در ورودی پارک ساعی - خیابان ولیعصر
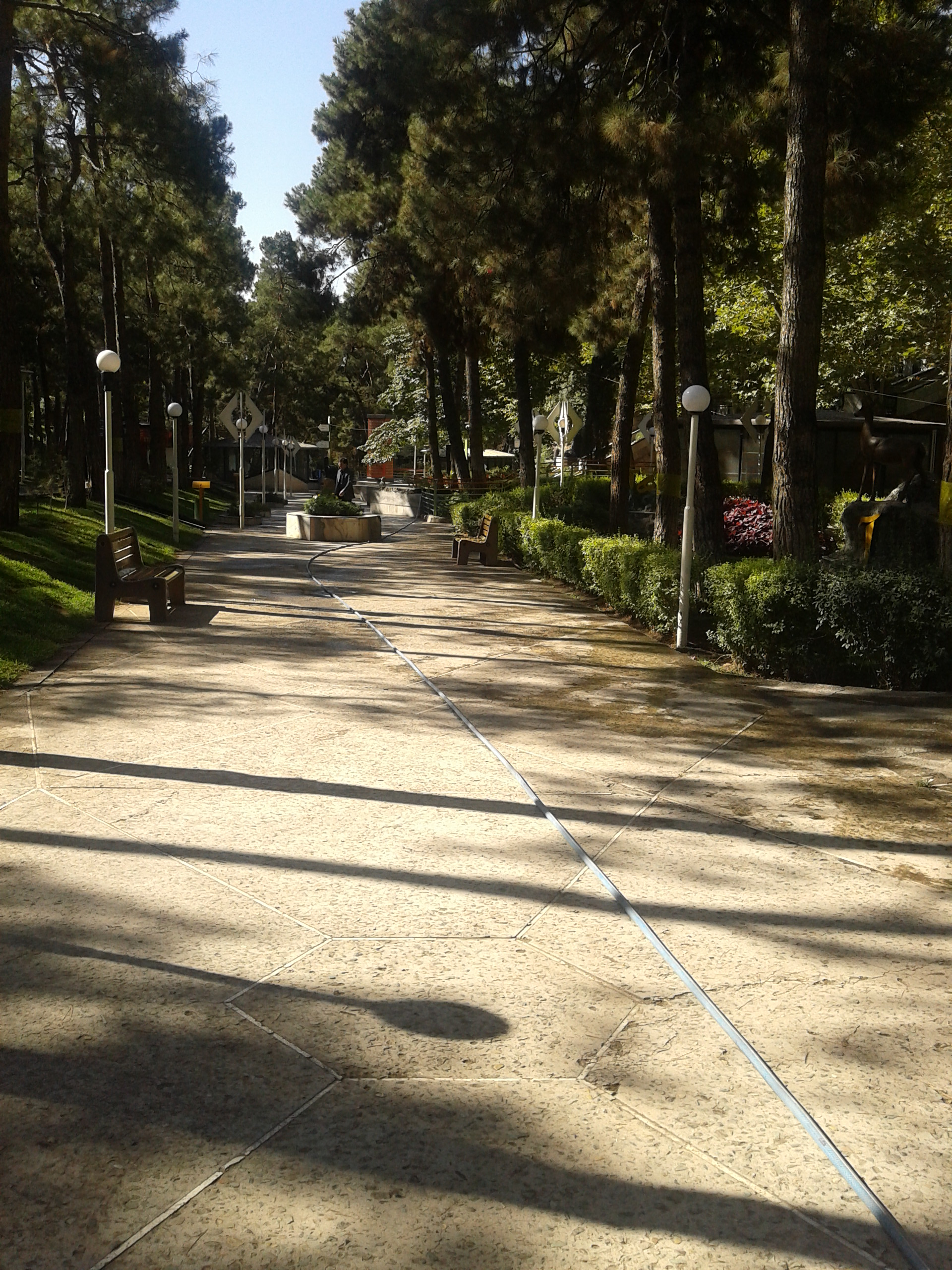
نمایی از پارک ساعی